# Cirurgia do trauma
A Cirurgia do Trauma é uma área de atuação médica, subespecialidade da Cirurgia, reconhecida pela resolução 1.973/2011 do Conselho Federal de Medicina. Conforme a resolução 1.973/2011, a formação é opcional em programas de residência médica em Cirurgia geral, sendo adicionado 1 ano aos 2 já existentes. Além disso, pode ser realizado um concurso do Colégio Brasileiro de Cirurgiões, disponível apenas para cirurgiões.
A subespecialidade de Cirurgia do Trauma foca nos procedimentos cirúrgicos de urgência e emergência, realizados em pacientes que sofreram algum trauma recente. Esse tipo de paciente diferencia-se dos outros devido à necessidade de procedimentos rápidos, intervenções agressivas e, muitas vezes, controle rigoroso de hemorragias. Além disso, o cirurgião do trauma deve saber lidar com pacientes em situação constante de risco de morte, bem como devem preparar-se para um índice de mortalidade maior do que a maioria de seus colegas cirurgiões.